# Campionati italiani assoluti di scherma del 1920
I Campionati italiani assoluti di scherma del 1920 sono stati organizzati dalla Federazione Italiana Scherma.
Nel fioretto, si è aggiudicato il titolo dei campionati italiani Aldo Nadi. Il titolo della spada è andato a Paolo Thaon di Revel.
Nella sciabola Lanza ha vinto il titolo nazionale maschile.
Per tutti e tre si è trattata della prima affermazione.

## Podi

### Uomini
| Specialità  | Oro                  | Argento | Bronzo |
| Individuali |                      |         |        |
| Fioretto    | Aldo Nadi            | -       | -      |
| Spada       | Paolo Thaon di Revel | -       | -      |
| Sciabola    | Lanza                | -       | -      |